# Leonhard
Leonhard oder Leonhart ist ein männlicher Vorname und Familienname.

## Herkunft und Bedeutung
Bei Leonhard handelt es sich um einen althochdeutschen Namen, der sich aus den Elementen lew „Löwe“ und hard „hart“, „stark“, „mutig“ zusammensetzt.

## Verbreitung
Der Name Leonhard ist in erster Linie im deutschen Sprachraum verbreitet.
In Österreich befindet sich der Name aktuell im Aufwärtstrend. Im Jahr 2016 erreichte er mit Rang 63 seine bislang höchste Platzierung. Im Jahr 2021 stand er auf Rang 67 der Hitliste.
In Deutschland ist der Name seit 1890 in den meisten Namensstatistiken verzeichnet. Dennoch wird er heute eher selten vergeben. Mit Rang 162 erreichte der Name seine höchste Platzierung im Jahr 2007. Im Jahr 2021 stand er auf Rang 243. Besonders häufig wird der Name in Bayern gewählt.

## Varianten
- Dänisch: Lennart
- Deutsch: Leonard
  - Niederdeutsch: Lennard
  - Bairisch/Österreichisch: Hartl, Harti, Hachtl (Lungau)
  - Alemannisch/Schweizerdeutsch: Lienhard
- Englisch: Lenard, Leonard
  - Diminutiv: Len, Lennie, Lenny
- Finnisch: Lennart
  - Diminutiv: Lenni
- Französisch: Léonard
- Italienisch: Leonardo
- Latein: Leonhardus, Leonardus
- Litauisch: Leonardas
- Norwegisch: Lennart
- Niederländisch: Lennard, Lennart, Leonard
  - Diminutiv: Lenn
- Polnisch: Leonard
- Portugiesisch: Leonardo
  - Diminutiv: Nardo
- Rumänisch: Leonard
- Schwedisch: Lennart
  - Diminutiv: Lelle
- Slowenisch: Lenart
- Spanisch: Leonardo
- Ungarisch: Lénárd

Die italienische, spanische und portugiesische weibliche Variante des Namens lautet Leonarda.

## Namenstage
- 30. März: nach Leonardo Murialdo
- 6. November: nach Leonhard von Limoges
- 26. November: nach Leonhard von Porto Maurizio

## Namensträger

### Vorname
- Leonhard Birnbaum (* 1967), deutscher Industriemanager
- Leonhard Engelberger (1513–1555), deutscher Theologe
- Leonhard Euler (1707–1783), Schweizer Mathematiker
- Leonhard Frank (1882–1961), deutscher Schriftsteller
- Leonhard Frank (Abt) († 1648), deutscher Prämonstratenserabt
- Leonhard Joa (1909–1981), deutscher Automobilrennfahrer
- Leonhard Lentz (1813–1887), deutscher Altphilologe, Naturkundler und Gymnasiallehrer
- Leonhard Limpach (1852–1933), deutscher Apotheker, Chemiker und Manager
- Leonhard Mahlein (1921–1985), deutscher Gewerkschafter
- Leonhard Mertz (um 1430–um 1498), deutscher Franziskanerpater und Orgelbauer
- Leonhard Murr (1896–1967), deutscher Landwirt und Politiker
- Leonhard Reichartinger († 1396), bayerischer Kreuzritter
- Leonhard Reinisch (1924–2001), deutscher Journalist und Autor
- Leonhard Ritter (Architekt) (1878–1938), deutscher Architekt
- Leonhard Rosen († 1591), deutscher Zisterzienser, Abt von Ebrach
- Leonhard Stock (* 1958), österreichischer Skirennläufer
- Leonhard von Brixen, Maler
- Leonhard von Götz (um 1561–1640), Bischof von Lavant
- Leonhard von Hohenhausen (1788–1872), deutscher General der Kavallerie und Politiker
- Leonhard von Keutschach († 1519), österreichischer Geistlicher, Erzbischof von Salzburg
- Leonhard von Limoges (auch Leonhard von Noblat), Heiliger
- Leonhard von Porto Maurizio (1676–1751), Heiliger
- Leonhard Widmer (1808–1868), Schweizer Lithograph und Dichter

### Familienname (Form Leonhard)
- Adolf Leonhard (1899–1995), deutscher Ingenieur und Hochschullehrer
- Anna Astl-Leonhard (1860–1924), österreichische Schriftstellerin
- Carl Leonhard (1848–1930), deutscher Unternehmer und Mäzen
- Clemens Leonhard (* 1967), deutscher Theologe
- Elke Leonhard (1949–2025), deutsche Politikerin (SPD) und Publizistin
- Erna Leonhard (1893–1943), deutsche Rezitatorin, siehe Erna Feld
- Ernst Majer-Leonhard (1889–1966), deutscher Pädagoge
- Ernst Paul Leonhard (1926–2004), deutscher Verleger
- Franz Leonhard (Rechtswissenschaftler) (1870–1950), deutscher Rechtswissenschaftler
- Franz Xaver Leonhard (Politiker, 1812) (1812–1882), deutscher Pädagoge, Geistlicher und Politiker (Zentrum)
- Franz Xaver Leonhard (Politiker, 1839) (1839–1913), deutscher Geistlicher und Politiker (Zentrum)
- Fritz Majer-Leonhard (1915–1995), deutscher Theologe
- Gino Leonhard (* 1972), deutscher Politiker
- Gottfried Leonhard (1895–1983), deutscher Politiker (CDU)
- Gustav von Leonhard (1816–1878), deutscher Geologe
- Hans Leonhard (1902–1966), deutscher Journalist
- Hans-Jürgen Leonhard (* 1917), deutscher Maler und Grafiker
- Heinrich Leonhard (1813–1878), deutscher Architekt
- Heinz Leonhard (Landwirt) (1904–2000), deutscher Landwirt und SS-Angehöriger
- Heinz Leonhard (Politiker) (* 1958), deutscher Verwaltungswirt und Politiker (CDU), MdL Rheinland-Pfalz
- Hubert Leonhard, deutscher Fußballspieler
- Jakob Leonhard (* 1897), Schweizer Spanienfreiwilliger
- Joachim-Felix Leonhard (* 1946), deutscher Bibliothekar und Staatssekretär
- Johann Friedrich Leonhard, niederländischer Kupferstecher und Schabkünstler
- Johann Hermann Leonhard (1835–1905), deutscher Arzt und Stifter
- Johann Karl Leonhard (1686–1777), deutscher Hofbeamter
- Johann Michael Leonhard (1782–1863), österreichischer Geistlicher, Bischof von St. Pölten
- Johann-Peter Leonhard (1793–1873), deutscher Steinmetz und Bildhauer
- Jörn Leonhard (* 1967), deutscher Historiker
- Karin Leonhard (* 1969), deutsche Kunsthistorikerin
- Karl Leonhard (1904–1988), deutscher Psychiater
- Karl Adam-Leonhard (1876–1926), deutscher Maler
- Karl Cäsar von Leonhard (1779–1862), deutscher Mineraloge
- Kurt Leonhard (1910–2005), deutscher Kunstschriftsteller, Übersetzer und Lyriker
- Leo Leonhard (1939–2011), deutscher Maler und Grafiker
- Lothar Leonhard (1942–2020), deutscher Werber
- Melanie Leonhard (* 1977), deutsche Historikerin und Politikerin (SPD)
- Nina Leonhard (* 1972), deutsche Politikwissenschaftlerin und Soziologin
- Otto Leonhard (1876–1952), österreichischer Jurist und Richter
- Rudolf Leonhard (1889–1953), deutscher Schriftsteller
- Rudolf Leonhard (Jurist) (1851–1921), deutscher Jurist
- Sandra S. Leonhard (* 1976), deutsche Schauspielerin
- Susanne Leonhard (1895–1984), deutsche Schriftstellerin
- Walter Leonhard (1912–1988), deutscher Heraldiker und Gebrauchsgrafiker
- Werner Leonhard (1926–2018), deutscher Ingenieur und Hochschullehrer
- Wilhelm Lehmann-Leonhard (1877–1954), deutscher Maler
- Wolfgang Leonhard (1921–2014), deutscher Historiker und Autor

### Familienname (Form Leonhart)
- Ashley Leonhart (* 2005), US-amerikanische Fußballspielerin
- Günther Leonhart (1929–2003), deutscher Politiker (SPD), MdL, MdB
- Jay Leonhart (* 1940), US-amerikanischer Jazzmusiker
- Johann Carl Leonhart (1720–1777), deutscher Verwaltungsjurist
- Johannes Leonhart (1865–1937), deutscher Arzt und Politiker (FVp), MdR